# Czynnik VIII
Czynnik VIII, czynnik antyhemofilowy, globulina antyhemofilowa, czynnik płytkowy 1 – białko odpowiadające za krzepnięcie krwi, występujące w ludzkim organizmie.
Jego brak w 85% powoduje u ludzi hemofilię typu A. W 1965 roku lekarzom udało się wytworzyć preparat czynnika VIII, w postaci koncentratu. Obecnie osobom cierpiącym na hemofilię wstrzykuje się takie preparaty do układu krwionośnego, dzięki czemu chorzy nie są zagrożeni krwawieniami (mogącymi doprowadzić do śmierci).